# Братья Адельгейм
Братья Ро́берт Льво́вич Адельге́йм (1860, Москва — 19 декабря 1934, Москва) и Рафаи́л Льво́вич Адельге́йм (1861, Москва — 17 августа 1938, Москва) — русские драматические актёры.

## Биография
Родились в семье московского зубного врача Людвига Эдуардовича Адельгейма (1830—1889), который практиковал на Кузнецком мосту, и Евгении Фёдоровны Адельгейм.
Роберт учился в Италии пению и фехтованию, затем окончил Императорское Московское техническое училище, получив звание инженера-технолога. Рафаил получил образование в Московской консерватории по классу фортепиано.
В 1888 году оба брата окончили Венскую консерваторию по классу драматического театра, причём на конкурсном выпускном экзамене Роберт был удостоен первого приза, Рафаил — второго. Первое время после получения образования они работали порознь в различных театрах Австрии, Германии и Швейцарии, но затем вернулись в Россию (1893 или в 1894—1895), где вскоре стали работать вместе. Они проработали на сцене более 40 лет. В их репертуар входили в первую очередь классические трагедии: «Царь Эдип» (впервые поставленный ими на русской сцене), «Отелло», «Король Лир», «Венецианский купец», «Разбойники», «Уриэль Акоста», «Ганнеле». Выступали как на столичных сценах, так и на провинциальных, исколесив таким образом чуть ли не всю Россию:
«Роберт выступал в амплуа героев, хотя больше тяготел к характерным ролям. Они оба были удивительными тружениками, подчиняя себя железной дисциплине: ежедневные физические упражнения, в том числе и фехтование, ежедневная работа над голосом, ежедневное повторение той или иной роли, ежедневное чтение книг, относящихся к театру, на русском, немецком, французском и английском языках».
В 1904—1905 году в Невском театре В.А Неметти впервые поставили на русской сцене «Дон Жуана» А. К. Толстого.
К 10-летию совместной творческой деятельности братьев в 1905 году в Санкт-Петербурге вышел альбом с их фотографиями в различных ролях.
Театральный деятель и журналист А. Кугель отмечал, что братья Адельгейм работали, полагаясь не только на интуицию и наитие, но тщательно отделывали роли, работали «по-немецки», как часы.
Актёр А. А. Сумароков писал: «Братья Адельгейм явились примером того, как должен себя вести актёр на сцене и в жизни».
Братья Адельгейм разработали специальную методику обучения актёрскому мастерству, основанную на дыхательных упражнениях. Однако с течением времени их разработки оказались полностью утраченными. В Советское время основополагающей методикой была признана только школа психологического театра Станиславского, а все остальное, даже не противоречащее ей, начисто отвергалось.

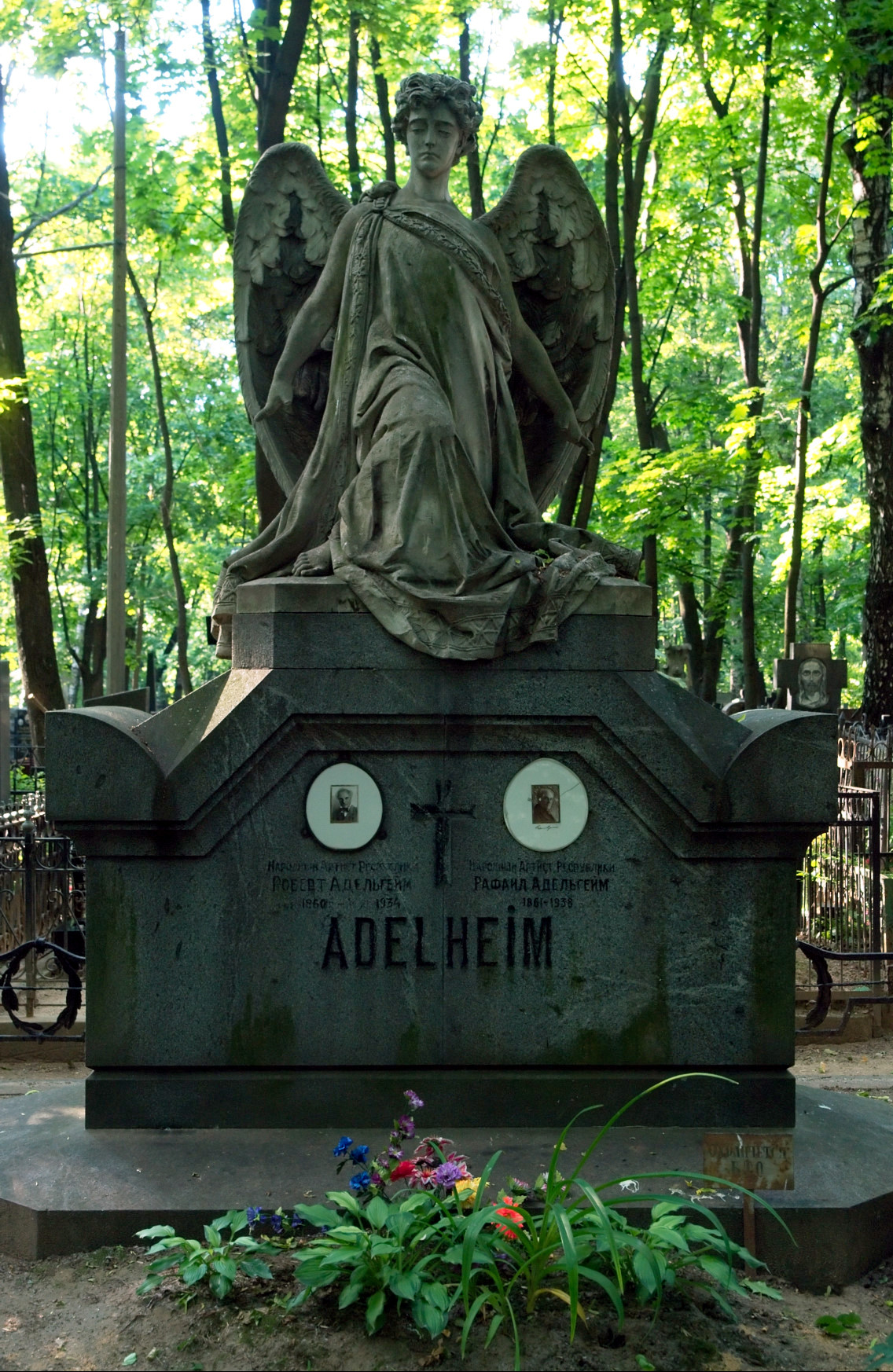
Надгробие Адельгеймов на Введенском кладбище

После революции 1917 года братья Адельгейм продолжали выступления в клубах и домах культуры при советских предприятиях, в московские официальные театры их не приглашали. В 1918 году работали в Первой прифронтовой труппе, обслуживавшей войска Красной армии. Тем не менее в 1927 (по свидетельству энциклопедии «Кругосвет») или в 1931 году (по свидетельству Еврейской энциклопедии) в Москве отмечалось 70-летие обоих братьев и им были присвоены звания народных артистов РСФСР.
Уже будучи немолодым человеком, Роберт Львович попал в Москве под автобус и 19 декабря 1934 года скончался. В апреле 1938 года Рафаил Львович отметил в ЦДРИ 50-летие своей актёрской деятельности, а вскоре, через несколько месяцев, 17 августа скончался от сердечного приступа.
Похоронены на 23 участке Введенского кладбища в Москве.
Братьям посвящена книга актрисы Юлии Карповны Сперанской «Братья Адельгейм : рассказы о занятиях, работе и беседах с братьями ; Воспоминания Рафаила Адельгейма» (Союз театральных деятелей РСФСР, 1987).
Племянница — актриса Тамара Адельгейм.